# Наука в Казани
Казань исторически являлась одним из главных научных центров России и СССР. 
В городе появились получившие мировую известность химическая, математическая, востоковедческая, лингвистическая школы, а также археологическая, историческая и этнографическая, медицинская, невропатолого-психиатрическая, геологическая, геоботаническая, естествоиспытательская, юридическая школы и научные общества.
В городе были совершены такие выдающиеся научные открытия, как создание неевклидовой геометрии (Н. И. Лобачевский), открытие названного в честь России единственного обнаруженного в царской России и СССР природного и единственного до синтеза трансурановых элементов в конце XX века химического элемента рутения (К. К. Клаус), создание теории строения органических соединений (А. М. Бутлеров), открытие электронного парамагнитного резонанса (Е. К. Завойский), открытие фотонного эха (У.Х. Конвиллем, В.Р. Нагибаров, 1962 год), открытие акустического парамагнитного резонанса (С. А. Альтшулер). 
В годы Великой Отечественной войны Казань являлась временной научной «столицей» СССР, в связи с эвакуацией сюда из Москвы и Ленинграда Академии Наук СССР, большинства всесоюзных НИИ и ряда КБ. После войны в Казани был основан первый из региональных центров и отделений Казанский научный центр АН СССР, а в период распада СССР — одна из первых республиканских Академий наук в России.

## КНЦ РАН

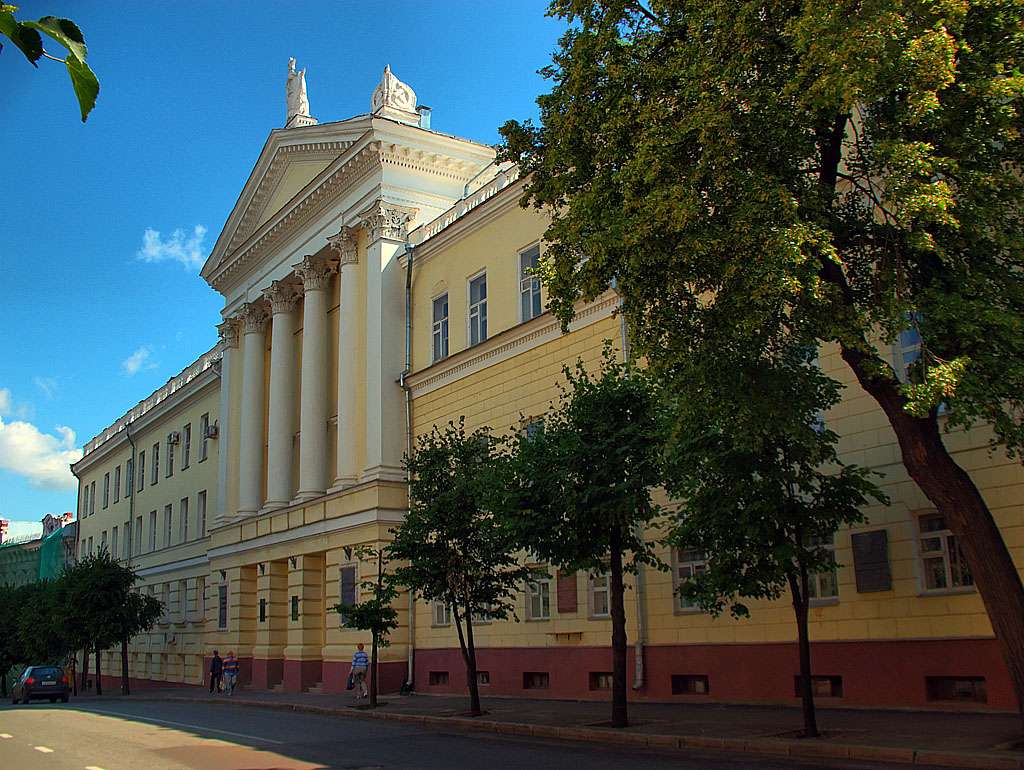
Главное здание КНЦ РАН

Казанский научный центр РАН был учреждён 13 апреля 1945 года. В его составе работают около 1000 человек, в том числе 3 академика, 6 членов-корреспондентов, 91 доктор и 290 кандидатов наук. В состав КНЦ РАН входят следующие академические институты:
- Институт органической и физической химии им. А. Е. Арбузова

Крупнейший физико-химический и химико-биологический исследовательский центр РАН в Поволжье. Основными направлениями деятельности являются химия фосфора, гетеро- и макроциклических соединений, углеродных и элементоорганических нанокластеров; создание биологически активных препаратов; химия и геохимия нефти; стереохимия и кристаллохимия молекулярных, супрамолекулярных и наноразмерных систем; диагностика функциональных материалов. В ИОФХ создан первый в России региональный центр государственного контроля качества лекарственных средств. Институт активно участвует в выборе кандидатов на получение Международной Арбузовской премии в области фосфорорганической химии.
- Казанский физико-технический институт им. Е. К. Завойского

Основными направлениями деятельности являются разработка и использование методов: магнитного резонанса для исследования и неразрушающего контроля конденсированных сред, в том числе сверхпроводников и жидких кристаллов; новых магниторезонансных, оптических и акустических методов для исследования быстропротекающих процессов; физических и физико-химических основ микроэлектроники, диагностика поверхности твёрдых тел; медицинских приборов нового поколения.
- Казанский институт биохимии и биофизики

В институте изучаются сигнальные системы клеток растений и их роль в адаптации и иммунитете; механизмы роста и дифференцировки растительных клеток; структура, динамика и функции ферментов; Межклеточные взаимодействия и молекулярные механизмы нейромедиации и хеморецепции; механизмы транспортных процессов в животных и растительных клетках.
- Институт механики и машиностроения

Основные направлениями исследований являются нелинейная механика тонкостенных конструкций, гидроаэроупругих и волновых систем; динамика многофазных многокомпонентных сред в пористых структурах и технологических установках; нелинейная теория устойчивости систем управления с изменяющейся структурой.
- Исследовательский центр проблем энергетики (Академэнерго)

Основными направлениями деятельности являются фундаментальные исследования в области гидродинамики, тепломассообмена, термодинамики в энергетике и промышленности; Разработка ресурсо- и энергосберегающих технологий и устройств; исследования в области производства энергии из органического сырья и защиты окружающей среды; комплексные исследования стратегии развития и планирования энергетических комплексов и топливно-энергетических балансов регионов, крупных территориально-экономических образований и энергетических секторов отраслей народного хозяйства Российской Федерации, разработка программного обеспечения и баз данных; физико-технические основы создания энергоэффективных и экологически чистых технологий и средств добычи и использования углеводородов; разработка объединённых физико-механических моделей состояния и развития повреждений на различных масштабных уровнях в вязко-упруго-пластичных средах.

## АН РТ

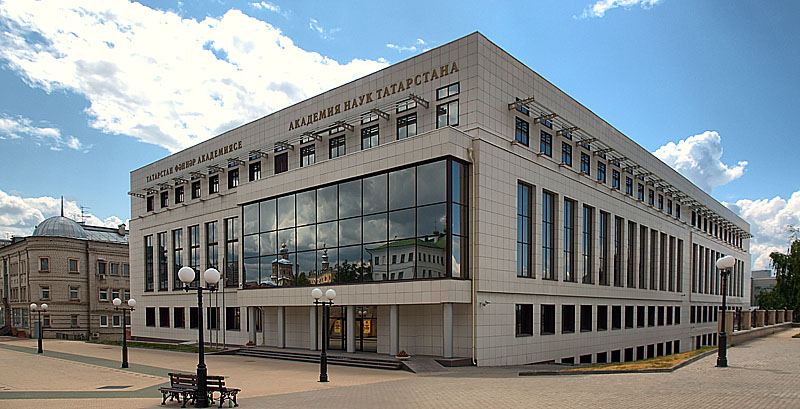
Главное здание АН РТ

Академия наук Республики Татарстан была учреждена 30 сентября 1991 года. Академия имеет в своём составе семь отделений по направлениям наук и Ульяновское региональное отделение, а также следующие институты и центры:
- Институт языка, литературы и искусства им. Г.Ибрагимова
- Институт истории им. Шигабутдина Марджани
- Институт Татарской энциклопедии
- Институт экспериментальной эстетики «Прометей» (совместный с КГТУ им. А. Н. Туполева)
- Центр перспективных экономических исследований
- Институт проблем экологии и недропользования
- Научно-исследовательский центр Татарстана «Восстановительная травматология и ортопедия»
- Научно-исследовательский центр семьи и демографии
- Институт проблем информатики
- Научно-исследовательский центр «Культурное наследие и информационные технологии» (совместный с КГУ)
- Научно-исследовательский центр «Квантовая информатика» (совместный с КГУ)
- Институт проблем экологии и недропользования
- Научный центр гравитационно-волновых исследований «Дулкын»
- Центр совершенствования методов разработки нефтяных месторождений
- Научно-исследовательский центр «Нейросистемы» по нейрокомпьютерным системам и параллельным технологиям
- Научно-исследовательский центр проблем поиска и освоения горючих полезных ископаемых
- Научно-исследовательский центр по проблеме трудноизвлекаемых запасов нефти и природных битумов

Под научно-методическим руководством АН РТ также работает большое число научно-исследовательских организаций. Академией ежегодно присуждаются 11 именных премий, в том числе две международные: по физике — имени Е. К. Завойского, по химии — им. А. Е. Арбузова, а также премии имени Ш.Марджани (в области гуманитарных наук), имени Г. Х. Камая (химия и химические технологии), имени В. А. Энгельгардта (биология), имени А. Г. Терегулова (медицина и здравоохранение), имени Х. М. Муштари (математика, механика и технические науки), имени К. Г. Боля (ветеринария), имени В. П. Мосолова (сельское хозяйство), имени А. Д. Адо (аллергология, иммунология и общая патология).
Также в городе функционирует ряд независимых научно-исследовательских институтов[каких?].